# Trust in Rust
Trust in Rust är det tyska a-cappella/power metal-bandet Van Cantos sjunde studioalbum, utgivet i augusti 2018 på Napalm Records.
Skivan är den första med leadvokalisten Hagen Hirschmann, som gått med i bandet året innan. Då hade även Ingo Sterzinger återanslutit.
Skivan gästas av Kai Hansen (Gamma Ray, Helloween), som bidrar med sång på bandets cover av just Helloweens "Ride the Sky".
Musikvideor spelades in till "Melody", "Neverland" och "Hells Bells".

## Låtlista
1. "Back in the Lead" – 3:52
2. "Javelin" – 4:14
3. "Trust in Rust" – 3:38
4. "Ride the Sky" (Helloween-cover) – 4:53
5. "Melody" – 4:53
6. "Neverland" – 5:01
7. "Desert Snake" – 4:10
8. "Darkest Days" – 4:17
9. "Infinity" – 4:51
10. "Hells Bells" (AC/DC-cover) – 5:05
11. "Heading Home" – 6:27

## Medverkande
Musiker
- Hagen Hirschmann – leadsång
- Inga Scharf – leadsång
- Stefan Schmidt – låg rakkatakkasång
- Ross Thompson – hög rakkatakkasång
- Ingo Sterzinger – djup dan-dansång
- Jan Moritz – basstämma
- Bastian Emig – trummor

Gästmusiker
- Kai Hansen – sång

Produktion
- Tomi Geiger – sångredigering
- Perttu Vänskä – trumredigering
- Jürgen Lusky – mastering
- Alexandra Weber – design
- Elena Dudina – albumkonst
- Angst-im-Wald – albumkonst
- Tim Tronckoe – foto